# Lobão (Santa Maria da Feira)
Lobão era una freguesia portuguesa del municipio de Santa Maria da Feira, distrito de Aveiro.

## Historia
Fue suprimida el 28 de enero de 2013, en aplicación de una resolución de la Asamblea de la República portuguesa promulgada el 16 de enero de 2013 al unirse con las freguesias de Gião, Guisande y Louredo, formando la nueva freguesia de Lobão, Gião, Louredo e Guisande.